# Gregory Zilboorg
Gregory Zilboorg (en russe : Григорий Зильбург, en ukrainien : Григорій Зільбург), né le 25 décembre 1890 à Kiev et mort le 17 septembre 1959 à New York, est un psychanalyste et historien de la psychiatrie russo-ukrainien.

## Biographie
Né à Kiev en Ukraine, le 25 décembre 1890, Gregory Zilboorg étudie la médecine à Saint-Pétersbourg où est élève de Vladimir Bekhterev. En 1917, après la révolution de Février, il est au service de deux premiers ministres au ministère du Travail, Alexandre Kerenski et Gueorgui Lvov et est aidé par Marc Slonim dans la publication d' un journal clandestin contre les bolcheviks et contre les nationalistes ukrainiens.
Zilboorg émigre aux États-Unis en 1919 et, pendant un certain temps, vit de traductions littéraires du russe vers l'anglais tout en étudiant la médecine à l'université Columbia. Parmi les œuvres qu'il a traduites figurent le roman Nous autres d'Evgueni Zamiatine et la pièce de 1915 de Leonid Andreyev Celui qui se fait gifler,. Accueillie favorablement, cette traduction est republiée 17 fois depuis cette publication initiale.
Après avoir obtenu son diplôme en 1926, il travaille à l'hôpital Bloomingdale et devient praticien en psychanalyse à New York, après avoir été analysé pour la première fois en Europe par Franz Alexander. À partir des années 1930, Zilboorg écrit plusieurs volumes d'importance durable sur l'histoire de la psychiatrie. The Medical Man and the Witch During the Renaissance, volume commencé à partir des conférences Noguchi à l'université Johns-Hopkins en 1935, est suivi par A History of Medical Psychology en 1941 et Sigmund Freud en 1951. Il a également produit une série d'articles cliniques, sur des sujets allant des troubles de la personnalité schizoïde à la dépression périnatale - il considérait cette dernière comme enracinée dans l'ambivalence face à la maternité et au sadisme latent - et explorait les effets des conflits non résolus et des affects contre-transférentiels de l'analyste dans la situation analytique.
Inventeur de l'expression psychologie dynamique en 1941, parmi ses patients, il y eut : George Gershwin, Lillian Hellman, Ralph Ingersoll, Marshall Field, Kay Swift ou encore James Warburg. La comédie musicale Lady in the Dark serait basée sur l'expérience de Moss Hart en cours d'analyse avec Zilboorg. Il a examiné aussi Ernest Hemingway et Thomas Merton.
Zilboorg a épousé Ray Liebow en 1919 et ils ont eu deux enfants (Nancy et Gregory, Jr.). Il a épousé Margaret Stone en 1946 et ils ont eu trois enfants (Caroline, John et Matthew). Sa nièce est la violoncelliste Olga Zilboorg (en).

## Publications
Les papiers de Zilboorg à la Bibliothèque Beinecke de livres rares et manuscrits de l'université Yale, contiennent des manuscrits de plusieurs de ses publications ainsi que sa correspondance personnelle avec Margaret Stone Zilboorg.
- The passing of the old order in Europe (1920)
- The medical man and the witch during the renaissance (1935)
- A history of medical psychology (1941)
- Mind, Medicine, & Man (1943)
- Sigmund Freud (1951)
- Psychology of the criminal act and punishment (1954)
- Psychoanalysis and Religion (1962)